# MAZ-171
De MAZ 171 is een low floor-autobus, geproduceerd door de Wit-Russische busbouwer MAZ. De bus rolde in 2005 voor het eerst uit de fabriek en was de eerste bus speciaal voor vliegvelden die geproduceerd werd door MAZ. De bus werd ontwikkeld op verzoek van de Wit Russische luchtvaartmaatschappij Belavia Belarusian Airlines. Het model wordt in de meeste ex-USSR-landen gezien als een goedkoper alternatief dan de duurdere Contrac Cobus COBUS en de Neoplan Airliner.

## Inzet
De meeste exemplaren werden verkocht aan verschillende vliegvelden in de voormalige Sovjet-landen. De meeste exemplaren komen voor op de Luchthaven van Minsk.
| Land         | Vliegveld                          | Aantal | Serie | Opmerking |
| ------------ | ---------------------------------- | ------ | ----- | --------- |
| Azerbeidzjan | Luchthaven Bakoe                   | ??     | ??    |           |
| Rusland      | Internationale Luchthaven Vnoekovo | ??     | ??    |           |
| Rusland      | Kurumoch (Samara)                  | ??     | ??    |           |
| Wit-Rusland  | Luchthaven Minsk                   | ??     | ??    |           |

## Vergelijkbare producten
- Contrac Cobus COBUS
- King Long XMQ 6139B
- LAZ AeroLAZ
- Neoplan Airliner
- Youngman JNP6140